# Перемышльский район (1929—1963)
Перемышльский район — административно-территориальная единица в РСФСР, существовавшая в 1929—1963 годах. Административный центр — город Перемышль.
Район был образован 12 июля 1929 года в составе Калужского округа Московской области, в его состав вошли следующие сельсоветы бывшей Калужской губернии:
- из Калужского уезда:
  - из Бабынинской волости: Варваринский
  - из Воротынской волости: Борищевский, Желоховский
  - из Желовской волости: Григоровский, Желовский, Зеленицкий, Игнатовский, Крутоверховский, Малютинский, Нелюбовский
  - из Перемышльской волости: Васильевский, Вольневский, Вороновский, Голодский, Горский, Гранно-Холмский, Гремячевский, Дворяниновский, Дерягинский, Зимницкий, Каменский, Колышевский, Корекозевский, Кремишевский, Курынический, Меховский, Михайловский, Новоалоповский, Перемышльский, Петрищенский, Петровский, Подборский, Покровский, Полянский, Романовский, Рыченский, Сильковский, Синятинский, Хохловский
- из Лихвинского уезда:
  - из Грязновской волости: Новосельский
  - из Лихвинской волости: Вялицкий, Гордиковский.

20 мая 1930 года из Перемышльского района в Бабынинский были переданы Варваринский, Дерягинский и Дворяниновский с/с. Сухиничскому округу Западной области отошёл Гранно-Холмский с/с. Из Черепетского района в Перемышльский был передан Ильинский с/с.
21 февраля 1935 года Кремишевский и Новосельский с/с были переданы новому Дугнинскому району.
26 сентября 1937 года Перемышльский район был передан вновь образованной Тульской области.
5 июля 1944 года район вошёл в состав вновь образованной Калужской области.
1 февраля 1963 года в рамках реформы административно-территориального деления район был упразднен, его территория вошла в состав Калужского района, который после переноса столицы в Перемышль в 1969 году тоже стал называться Перемышльским районом.